# G14 AL 5701 à 5761 et 5801 à 5822
Les locomotives de la série G14 appartenant au réseau ferroviaire d'Alsace-Lorraine font partie de cette série importante de machines américaines (2019 exemplaires) dites improprement 140 « Pershing ». Elles avaient été construites à la demande de l'état-major américain entre 1917 et 1920 par les usines Baldwin Locomotive Works de Chester, près de Philadelphie pour tracter les trains militaires approvisionnant les différents théâtres d'opérations en Europe occidentale pendant la Première Guerre mondiale. Après la signature de l'armistice de 1918, ces machines furent récupérées par le ministère des Travaux Publics (TP) français pour être cédées aux différentes compagnies intéressées.
Ainsi le réseau ferroviaire d'Alsace-Lorraine (AL) reçut quatre-vingt-trois locomotives, toutes construites en 1917, du type Consolidation qui furent numérotées 5701 à 5761 (type « Pershing » ) et 5801 à 5822 (type « Slade » ). 